# Kozaczki z pieprzykiem
Kozaczki z pieprzykiem (ang. Kinky Boots) – amerykańsko-brytyjski film komediowy z 2005 w reżyserii Juliana Jarrolda, według scenariusza Goeffa Deane’a i Tima Firtha. Inspirowany prawdziwymi wydarzeniami z życia przedsiębiorcy Steve’a Patemana, właściciela firmy W.J. Brooks Shoe Company w Northampton.
Zdjęcia do filmu kręcono w hrabstwach Northamptonshire (Northampton i Earls Barton) oraz Essex (Clacton-on-Sea).

## Fabuła
Charlie dziedziczy po ojcu podupadającą fabrykę butów w prowincjonalnym miasteczku. Jego narzeczona naciska, by sprzedał fabrykę i przeprowadził się do Londynu. Charlie przypadkiem spotyka drag queen Lolę, która wpada na pomysł na uratowanie firmy: produkcja seksownego damskiego obuwia dla mężczyzn. Oboje podejmują walkę o fabrykę, ale też o godność, przyjaźń i swoje marzenia.

## Inscenizacje teatralne
Na podstawie filmu powstał musical o tym samym tytule z librettem Harveya Fiersteina oraz muzyką i słowami Cyndi Lauper. Spektakl miał premierę w Bank of America Theatre w Chicago w 2012.
Polska premiera sztuki miała miejsce 7 lipca 2017 w Teatrze Dramatycznym w Warszawie.

## W.J. Brooks Shoe Company
W przeciwieństwie do finałów filmu i musicalu historia firmy W.J. Brooks nie zakończyła się szczęśliwie. Po początkowym sukcesie z produkcją kobiecych butów dla mężczyzn (linia Divine Footwear) spółka musiała się zmierzyć z nielegalnym powielaniem wzorów przez konkurencję oraz tanim importem podobnego obuwia z Chin. W 2000 Steve Pateman wycofał się z interesu i został strażakiem w Northampton. Według dostępnych publicznie informacji firma przestała istnieć w 2007.